# Lailly-en-Val
 Lailly-en-Val  es una población y comuna francesa, situada en la región de Centro, departamento de Loiret, en el distrito de Orléans y cantón de Beaugency.

## Demografía
| 1279 | 1311 | 1427 | 1875 | 2054 | 2251 |
| Para los censos de 1962 a 1999 la población legal corresponde a la población sin duplicidades (Fuente: INSEE [Consultar]) |      |      |      |      |      |